# Le Grand-Abergement
Le Grand-Abergement è un comune francese soppresso e frazione del dipartimento dell'Ain della regione dell'Alvernia-Rodano-Alpi. Dal 1º gennaio 2016 si è fuso con i comuni di Hotonnes, Le Petit-Abergement e Songieu per formare il nuovo comune di Haut-Valromey.
È bagnato dal fiume Séran.

## Società

### Evoluzione demografica
Abitanti censiti